# 会展中心駅 (深圳市)
会展中心駅（かいてんちゅうしん-えき）は中華人民共和国深圳市福田区に位置する、深圳地下鉄1号線と4号線の駅。

## 歴史
- 2004年12月28日 - 1号線と4号線の駅が同時開業[1]。

## 駅構造
地下駅。1号線は島式ホーム1面2線、4号線は相対式ホーム2面2線を有する。両ホームとも、開業当初からホームドアを設置。

### のりば
| のりば | 路線   | 行き先       |
| ------ | ------ | ------------ |
| 1      | ■1号線 | 機場東方面   |
| 2      | ■1号線 | 羅湖方面     |
| 3      | ■4号線 | 福田口岸方面 |
| 4      | ■4号線 | 牛湖方面     |

| コンコース | 1号線ホーム | 4号線ホーム |

## 駅周辺
- 深圳会展中心
- 大中華国際交易広場
- 世紀中心家居広場
- 中心城広場（中国語版）
- 連城新天地（中国語版）
- 信息樞紐大廈（中国語版）

## 隣の駅
深圳地下鉄
■1号線
購物公園駅 - 会展中心駅 - 崗廈駅
■4号線
市民中心駅 - 会展中心駅 - 福民駅